# Беллэр (Техас)
Беллэр (англ. Bellaire) — город на юго-западе округа Харрис, штат Техас, США, в пределах агломерации Хьюстон — Шуга-Ленд — Бейтаун.  По данным переписи населения США 2020 года, население города составляло 17 202 человека. Он находится в окружении городов Хьюстон и Уэст-Юниверсити-Плейс. Беллэр известен как «Город домов», благодаря своему преимущественно жилому характеру, но у него есть офисы вдоль трассы I-610 в черте города.

## История

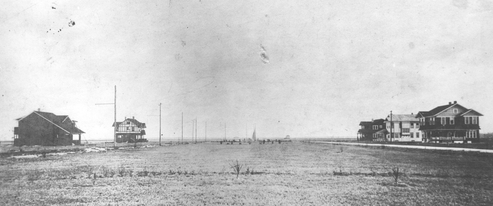
Фотография Беллэра, датируемая 1911, из архивов Houston Post